# Гарпагофитум
Гарпагофитум, или чёртов коготь (лат. Harpagophytum) — род растений семейства Педалиевые (Pedaliaceae). Встречается в Южной и Юго-Западной Африке.

## Описание
На корнях образуются крупные клубневидные утолщения. К началу сезона дождей вырастают надземные побеги, простирающиеся по земле и достигающие метровой длины. В пазухах листьев появляются ярко-красные цветки.
Плоды имеют одревеснелые длинные разветвлённые выросты, снабжённые загнутыми назад крючьями, способные цепляться за проходящих мимо животных, с помощью которых распространяются семена. В связи с формой семян растение получило название «чёртов коготь».

## Применение
Растение в Африке применяется при болезнях желчного и мочевого пузырей, печени и почек, а в Европе — при артрозе — заболевании суставов дегенеративно-дистрофического характера. Растение облегчает боль и снимает воспаление, уменьшает припухлость в суставах и облегчает их подвижность. В качестве лекарства используются корни, которые выкапываются во время цветения и сушат. Главное действующее вещество — гликозид гарпагозид. Наряду с ним имеются другие гликозиды и горечи.
Не рекомендуется употреблять людям, страдающим от язвенной болезни двенадцатиперстной кишки и желудка.

## Виды
- Harpagophytum procumbens (Burch.) DC. ex Meisn.
- Harpagophytum zeyheri Decne.